# Національний парк Кілларні
Національний парк Кілларні ірл. Páirc Náisiúnta Chill Airne), недалеко від міста Кілларні, графство Керрі, був першим національним парком в Ірландії, створеним, коли маєток Макросс був подарований Ірландській вільній державі в 1932 році. Із тих пір парк був значно розширений і охоплює понад 102,89 км2 (25 425 акрів) різноманітної екології, включаючи Кілларні, дубові та тисові ліси міжнародного значення та гірські вершини. Це єдине стадо благородних оленів на материковій частині Ірландії та найширший покрив перестійних лісів, що залишився в Ірландії. Парк має високу екологічну цінність завдяки якості, різноманітності та обширності багатьох його середовищ існування та великому різноманіттю видів, які вони вміщують, деякі з яких є рідкісними. Парк був визначений біосферним заповідником ЮНЕСКО в 1981 році. Парк є частиною особливого заповідника та спеціальної природоохоронної території.
Служба національних парків та дикої природи відповідає за управління парком та управління ним. Охорона природи є головною метою парку, й екосистеми в їхньому природному стані високо цінуються. Парк відомий своїми пейзажами, а також передбачені умови для відпочинку та туризму.

## Клімат і географія
Національний парк Кілларні розташований на південному заході Ірландії, недалеко від найбільш західної точки острова. Озера Кілларні та Мангертон, Торк, Шегі та Пурпурні гори розташовані в парку. Висота в парку коливається від 22 метри (72 фут) до 842 метри (2 762 фут). Основна геологічна межа між древнім червоним пісковиком девону та карбоновим вапняком лежить у парку. Основною геологією більшості парку є пісковик, вапнякові карри трапляються на низькому східному березі Лох-Лін.
Лох-Лін — найбільше з озер Кілларні і містить понад 30 островів. Деякі відвідувачі користуються прогулянками на човні до Іннісфаллену, одного з найбільших островів на Лох-Ліні.
Парк має океанічний клімат, на який сильно впливає Гольфстрим. Тут бувають м'які зими (6 °C (43 °F) середнє значення лютого) та прохолодне літо (15 °C (59 °F) середнє значення липня). Середньодобові температури коливаються від найнижчих 5,88 °C (42,58 °F) у січні до максимуму 15,28 °C (59,50 °F) у липні. У парку спостерігається велика кількість опадів та мінливі фронти, з невеликими зливовими опадами, що часто трапляються протягом року. Середня кількість опадів становить 1 263 міліметри (49,7 дюйм) на рік, 223 дні на рік, як правило, мають більше 1 міліметр (0,039 дюйм) опади. Середня кількість морозних днів — 40.
Геологічна межа, широкий діапазон висот парку та кліматичний вплив Гольфстриму поєднуються, щоб надати парку різноманітну екологію. Ці екосистеми включають торфові болота, озера, вересові пустощі, гори, водні шляхи, ліси, парки та сади. Відслонення гірських порід, скелі та скали — особливості парку. Понад 200 метрів (660 фут), гірські райони пісковику підтримують великі площі покривного болота та пустищ.

## Історія

### Рання історія

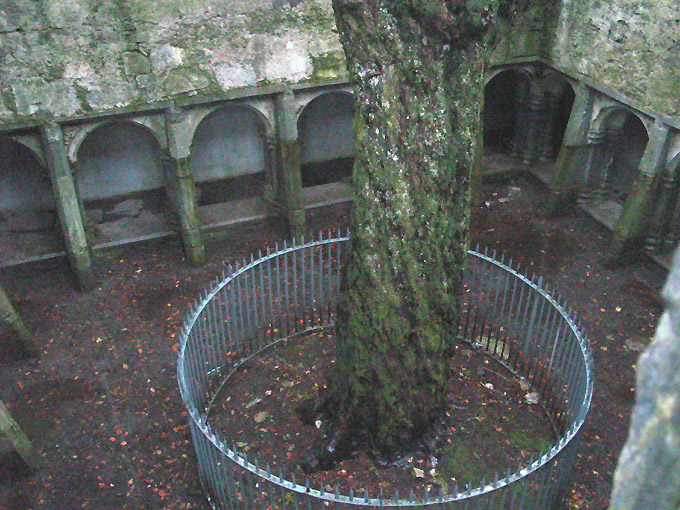
Закритий внутрішній дворик в абатстві Макросс.

Національний парк Кілларні — одне з небагатьох місць в Ірландії, яке постійно було вкрите лісом з кінця останнього льодовикового періоду приблизно 10 000 років тому. Люди мешкали в цьому районі принаймні з бронзової доби, приблизно 4000 років тому. Археологи знайшли докази того, що в цей період в районі острова Росс був видобуток міді, що свідчить про те, що ця територія мала значне значення для людей доби бронзи. Парк має багато археологічних особливостей, включаючи добре збережений кам'яне коло в Ліссівігіні. Ліси в парку порушували і розчищали в різні періоди, починаючи із залізної доби. Це спричинило поступове зменшення різноманітності деревних порід у парку.

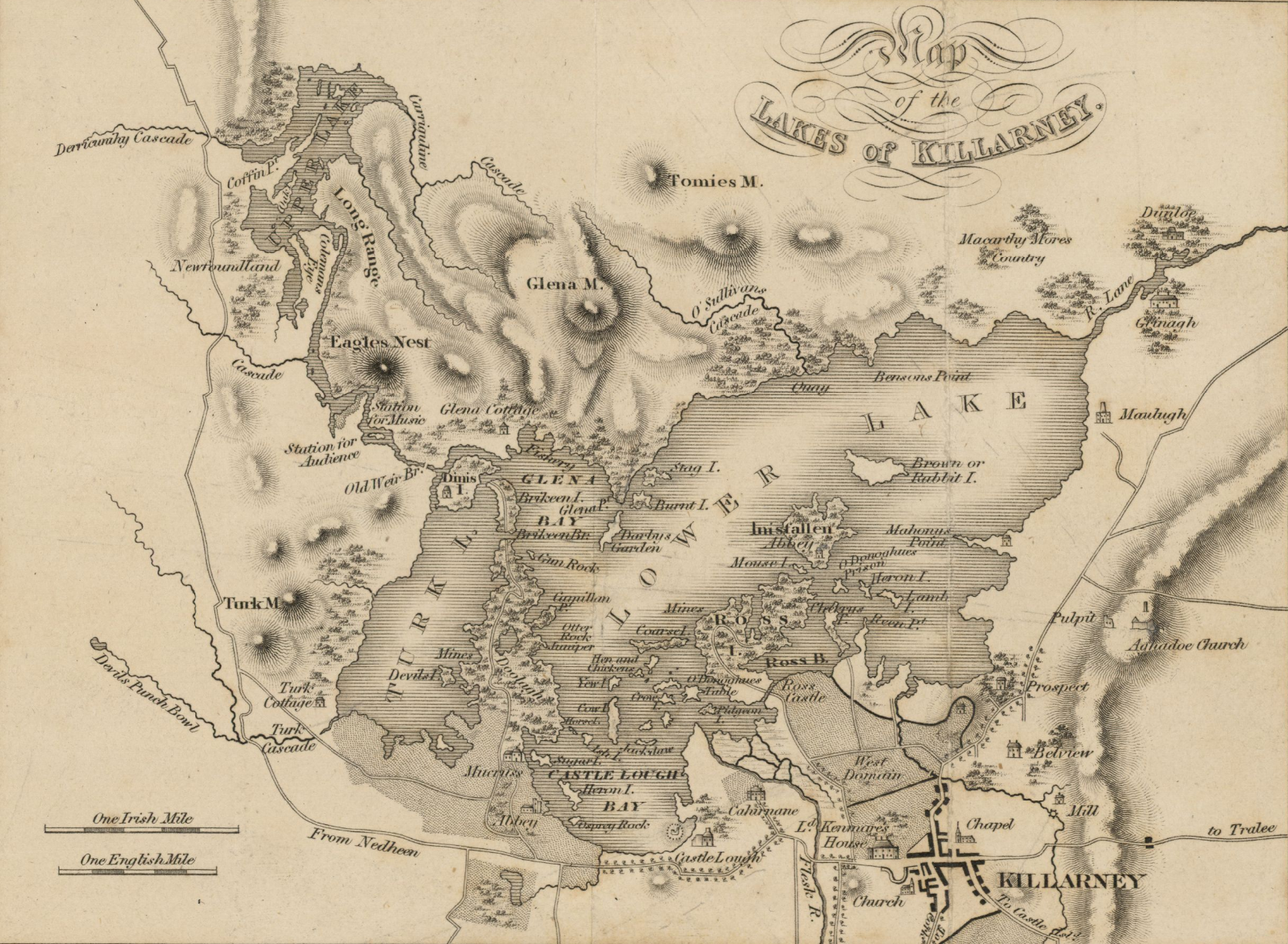
Карта озер Кілларні XIX ст., виготовлена для перших туристів

Найбільш вражаючі археологічні рештки парку відносяться до ранньохристиянського періоду. Найважливішою з цих особливостей є абатство Інісфаллен, руїни монастирського поселення на острові Інісфаллен у місті Лох-Лін. Він був заснований у 7 ст. н. е. святим Фініаном Прокаженим і був зайнятий до 14 ст. «Аннали Інсіфаллена» — запис ранньої історії Ірландії, відомий монахам, був написаний у монастирі з 11 по 13 ст.. Існує думка, що монастир породив назву Лох-Лін, що означає «Озеро навчання».
Абатство Макросс було засновано в 1448 році обсервантськими францисканцями, і воно досі стоїть, незважаючи на те, що кілька разів було пошкоджено та відновлено під час набігів на його мешканців. Зазвичай кажуть, що «Братство Глен» на горі Мангертон було одним із місць, куди монахи тікали, коли напали на монастир. Головною особливістю абатства Макросс є центральний дворик, де зростає величезний тис, оточений склепінчастим клуатром. Традиційно кажуть, що це дерево таке саме старе, як і абатство Макросс. Абатство було місцем поховання місцевих вождів. У XVII і XVIII століттях там були поховані поети Керрі Сієрх О'Доног'ю, Еоган О'Ратай та Еоган Руа О'Салліван.

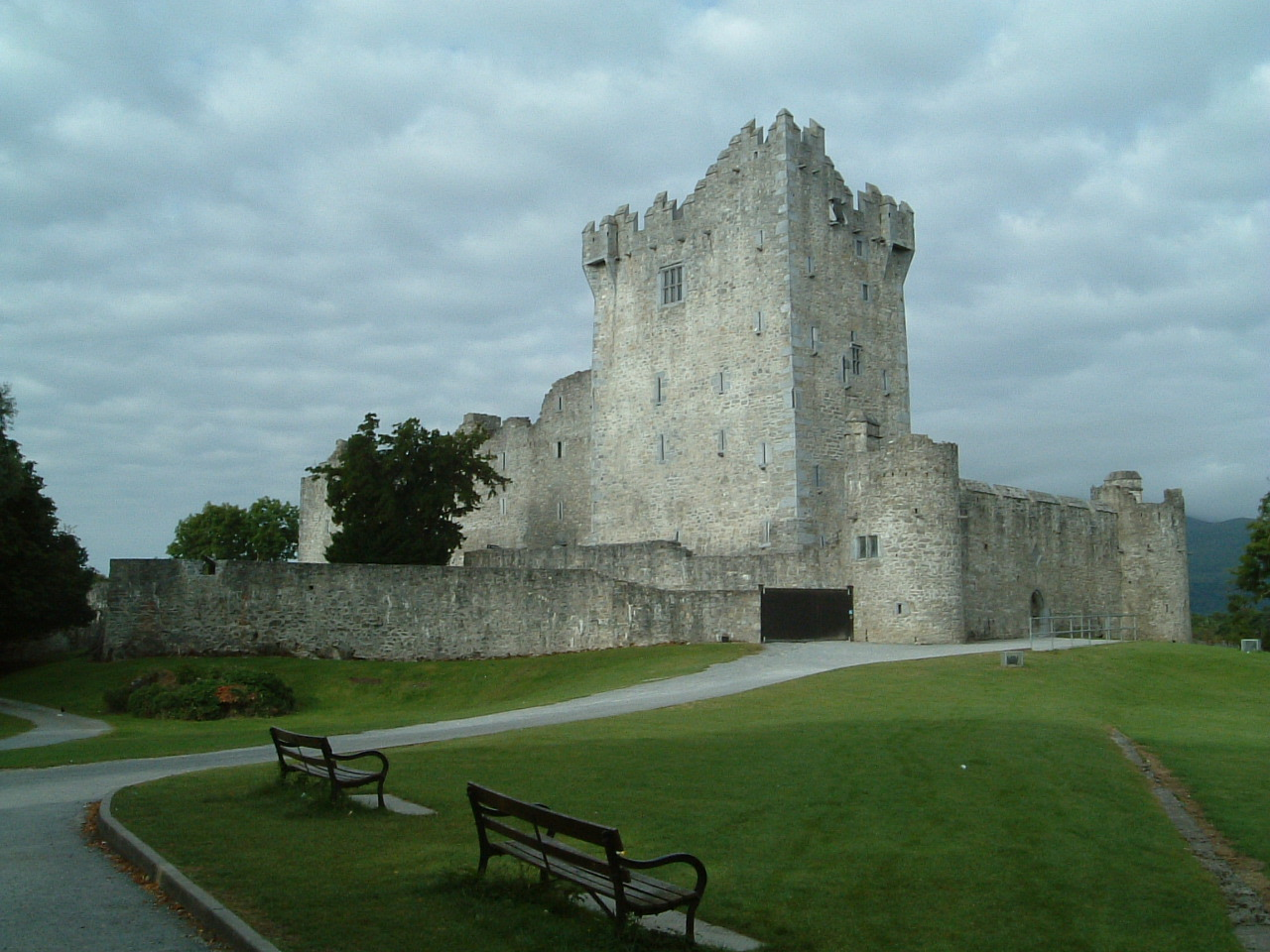
Замок Росс.

Після вторгнення норманів в Ірландію земля навколо озер належала Маккарті та О'Доног'ю. Замок Росс — це лицарська вежа 15 століття на березі Лох-Лін. Колись це була резиденція вождя О'Доног'ю Мора. Замок був занедбаний у 17 столітті. Він був відновлений та відкритий для відвідування. Єлизаветинські військові записи 1580-х років описують район Кілларні як малозаселену незайману природу лісу та гір.
Із 18 століття землі в сьогоднішньому парку були розділені між двома великими маєтками, Гербертами Макроссами та Браунами (графами Кенмар). Протягом 17-18 століть ліси широко використовувались для місцевої промисловості, включаючи виробництво деревного вугілля, бондарство та дублення. Тиск на ліс посилився у пізнішій половині 18 століття. Найбільшою причиною знищення дубового лісу в Кілларні у 18 столітті було виробництво деревного вугілля для розпалювання плавильних заводів, що використовувалося в місцевій залізній промисловості. Для виробництва однієї тонни чавуну було потрібно приблизно 25 тонн дуба. У 1780 р. Янг чудово описав ліс Деррикуни як «великий розмах гори, покритий частково лісом, висить дуже благородно, але частина зрубана, значна частина її зіпсована, а решта населена бондарями, човнобудівниками, теслярами та токарями…»
Експлуатація лісових масивів знову зросла під час наполеонівської ери на початку 19 століття, ймовірно, через високі ціни, які в цей час мав дуб. У цей час пропагувалася пересадка та управління дубовими лісами. Була широкомасштабна вирубка дубів на острові Росс в 1803 р., Глена приблизно в 1804 р. і Томі в 1805 р. На Томі потім був пересаджений трирічний дуб і Глена був коптованим. Ці заходи збільшили відносну чисельність дуба в парку за останні 200 років. Оскільки більшості дубових дерев у лісі сьогодні близько 200 років, цілком імовірно, що більшість із них були посаджені, а дубові дерева, які люди ніколи не турбували, обмежені кількома ізольованими кишенями у віддалених районах, таких як гірські долини.
Сім'я Гербертів володіла землею на півострові Макросс із 1770 року. Вони дуже збагатіли від мідних копалень на цій землі. Генрі Артур Герберт та його дружина — акварелістка Мері Балфур Герберт закінчили будівництво Будинку Макросса в 1843 році. Фінансове становище Герберта стало нестабільним наприкінці 19 століття, а маєток Макросс був придбаний лордом Арділауном із пивоварної родини Гіннеса в 1899 році.

### Створення парку
У 1910 році американець Вільям Бауерс Борн придбав маєток Макросс як весільний подарунок для своєї дочки Мод у шлюбі з Артуром Вінсентом. Вони витратили 110 000 фунтів стерлінгів на облаштування садиби між 1911 і 1932 роками, побудувавши Затонулий сад, Потоковий сад та альпінарій на відслоненнях вапняку.

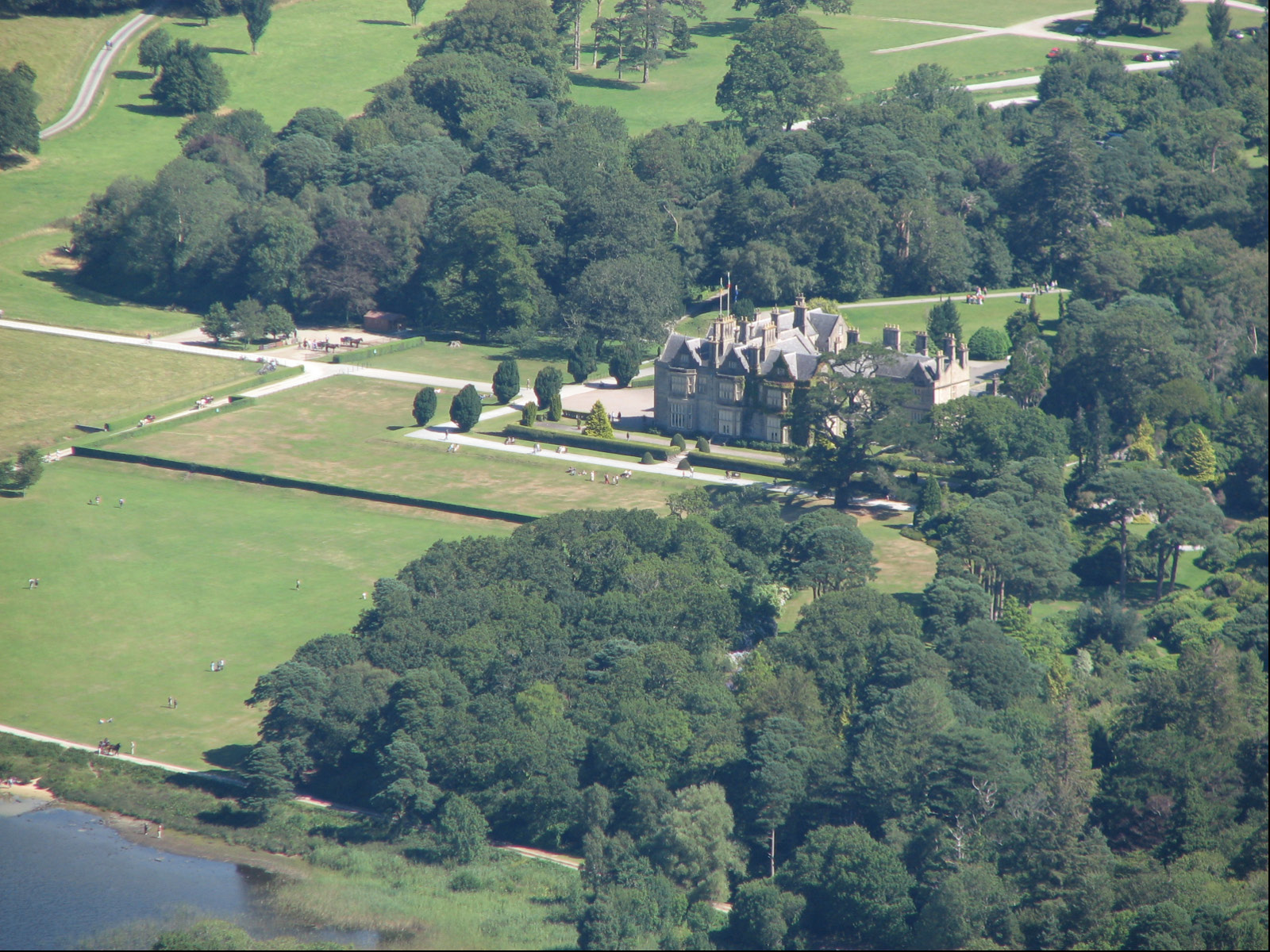
Будинок Макросса, як видно з вершини гори Торк

Мод Вінсент померла від пневмонії в 1929 р. У 1932 році Артур Вінсент та його теща подарували маєток Макросс ірландській державі на її пам'ять. 43,3 квадратного кілометра (10 700 акрів) був перейменований на Меморіальний парк Борна Вінсента. Ірландський уряд створив національний парк, прийнявши в 1932 році Закон про меморіальний парк Борна Вінсента. Закон вимагав від уповноважених громадських робіт «утримувати і керувати парком як національним парком з метою відпочинку та задоволення населення». Меморіальний парк є ядром сьогоднішнього розширеного національного парку.
Спочатку ірландський уряд не зміг надати велику фінансову підтримку парку, тому він працював насамперед як робоча ферма, відкрита для громадськості. Будинок Макросса був закритий для відвідувачів до 1964 р.
Близько 1970 року в суспільстві виникла тривога з приводу погроз меморіальному парку Борна Вінсента. Влада Ірландії розглядала міжнародну практику класифікації та управління національними парками. Було вирішено розширити та перепризначити парк як національний парк, що в цілому відповідало II категорії МСОП. Також було прийнято рішення про створення інших національних парків в Ірландії. До оригінального парку було додано майже 60 квадратних кілометрів (15 000 акрів), включаючи три озера, маєток Нокрір, острів Росс, Іннісфаллен та містечка Глена, Уллаунс та Пулагоуер. Зараз парк удвічі більше, ніж у 1932 році. У міру того, як ірландська економіка збагачувалася і сприйняття ролі національних парків змінювалося, парку було надано набагато більше грошей.

## Озера Кілларні

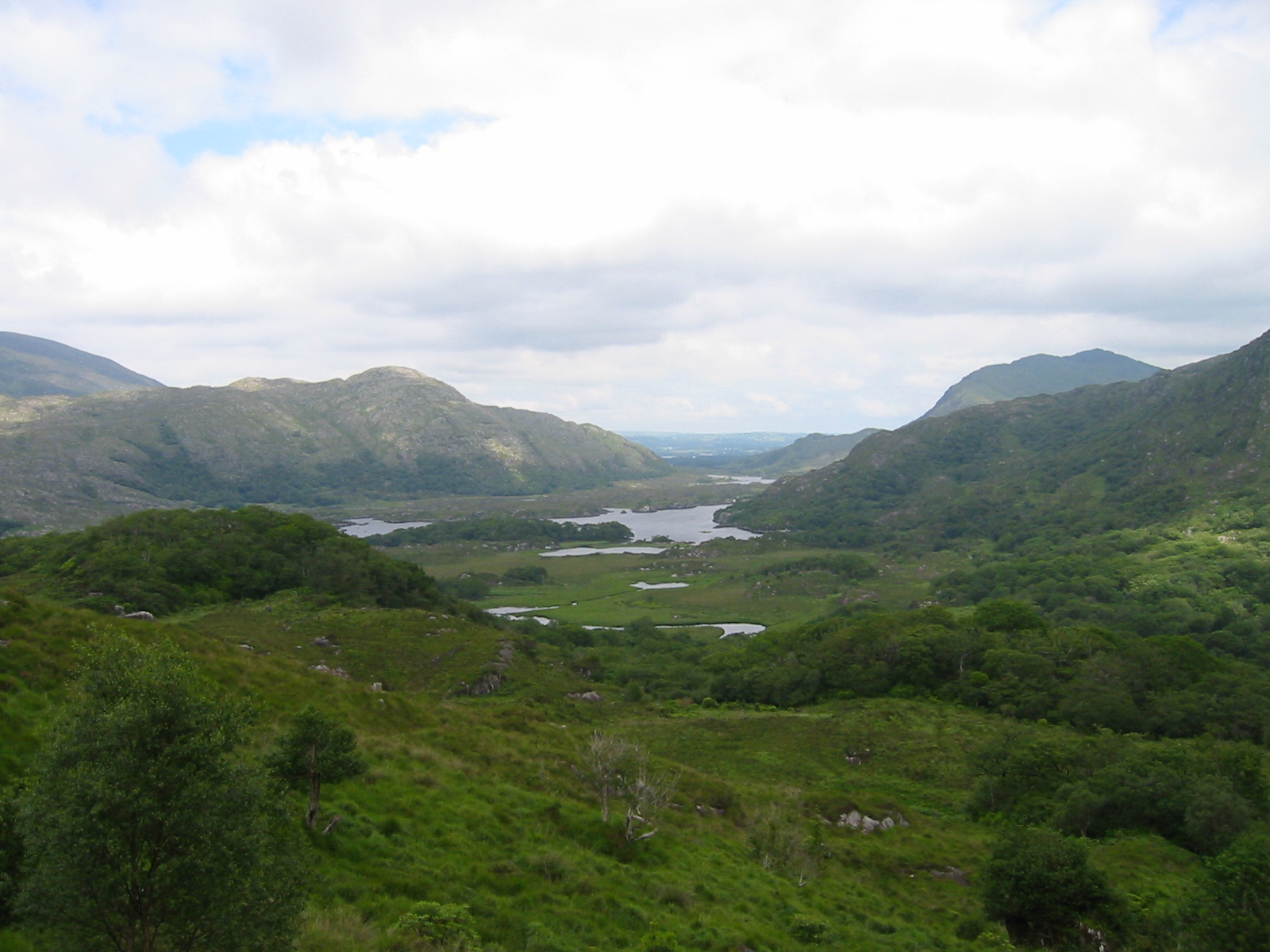
Озера Кілларні, як видно з Ледіз в'ю. Ледіз в'ю забезпечує гарний вид на озера, включаючи пролом Данло, Чорну долину та замок Росс.

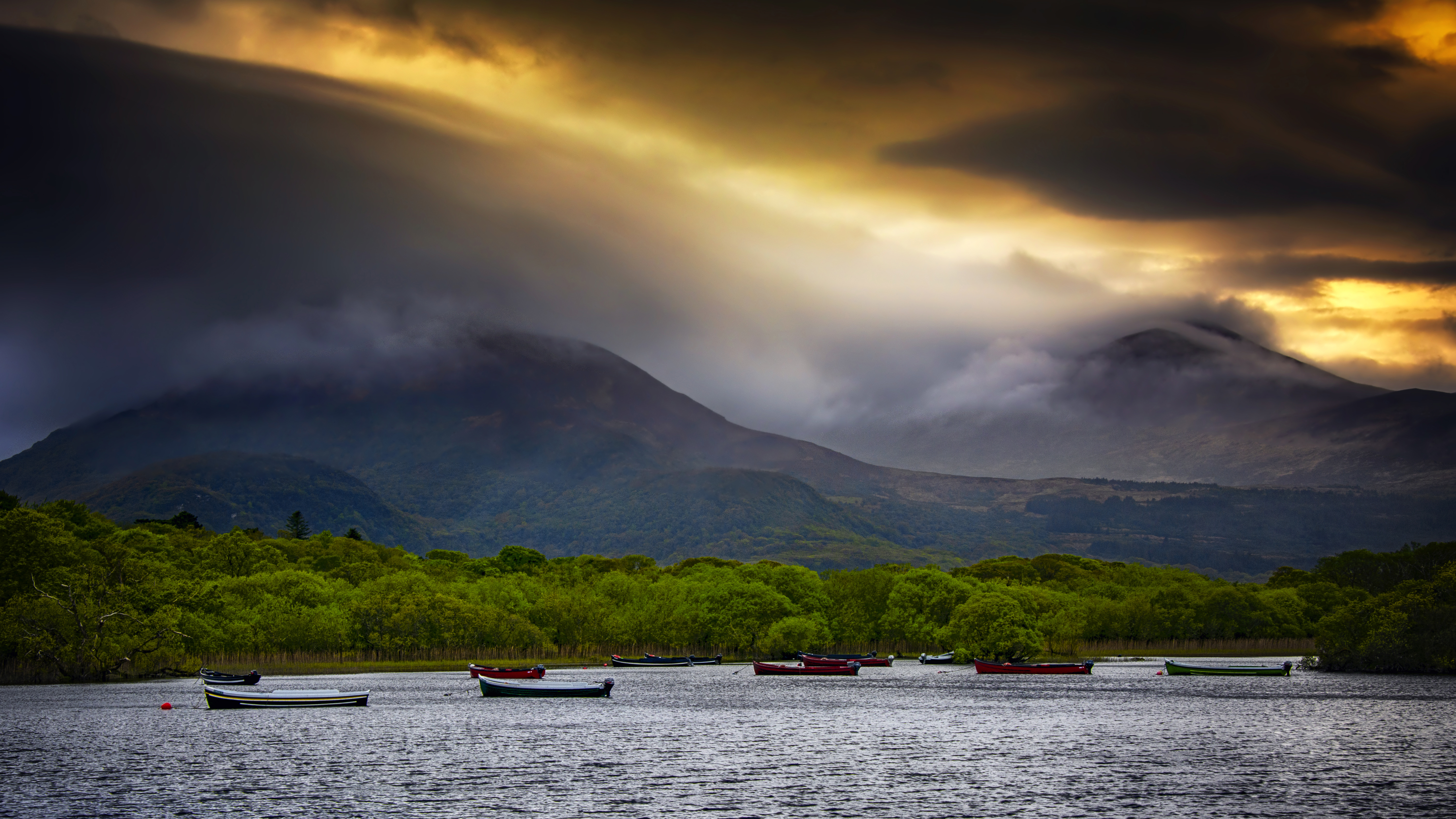
Озеро Кілларні — Ірландія

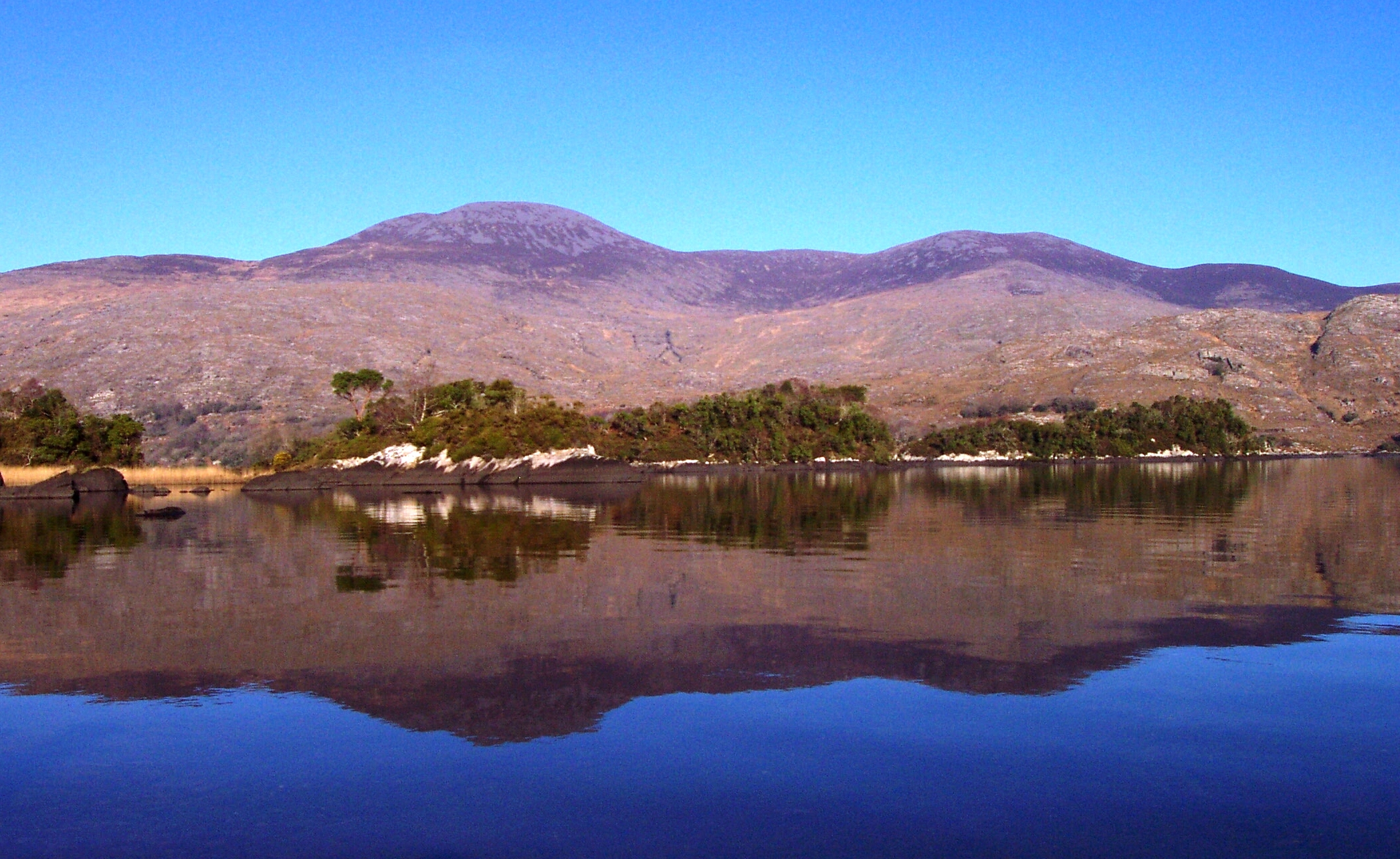
Фіолетові гори, з видом на Верхнє озеро.

Озера Кілларні — це Лох-Лін (нижнє озеро), озеро Макросс (середнє озеро) та Верхнє озеро. Ці озера взаємопов'язані і разом становлять майже чверть площі парку. Незважаючи на взаємозв'язок, кожне озеро має унікальну екосистему. Озера долучаються до Зустрічі вод, популярна туристична територія. Спортивна риболовля на озерах вже деякий час є розвагою в районі, зокрема популяцій пструга струмкового та лосося.
Площа Лох-Лін становить приблизно 19 квадратних кілометрів (4 700 акрів) і є безумовно найбільшим із трьох озер. Це також найбільша прісна вода в регіоні. Це також найбагатше на поживні речовини озеро. Воно стала евтрофним внаслідок потрапляння фосфатів від сільськогосподарських та побутових забруднень до Лох-Лін Рідбед, важливого місця проживання на краю Лох-Ліну. Це збагачення поживними речовинами спричинило за кілька років цвітіння водоростей. Цвітіння ще не мало серйозного впливу на екосистему озера. Щоб запобігти подальшому забрудненню, що спричиняє постійні зміни в екосистемі озера, проводиться огляд використання земель у водозбірному басейні. Здається, якість води в озері покращилася з тих пір, як фосфати були видалені зі стічних вод у 1985 році. Станом на серпень 2007 року кілька великих готелів та підприємств заявили про намір припинити використання фосфатних миючих засобів, намагаючись зберегти якість води в озері.
Озеро Макросс — найглибше з трьох озер. Максимальна глибина — 73,5 метра (241 фут), поблизу місця, де круто похилий бік гори Торк спадає в озеро. Озеро лежить на геологічній межі між горами пісковику на південь та захід та вапняком на півночі.
Лох-Лін та озеро Макросс лежать через геологічну межу. Наявність вапняку призводить до того, що обидва озера є трохи багатшими поживними речовинами, ніж Верхнє озеро. У вапняку на рівні озера багато печер, створених вітровими хвилями у поєднанні з ефектом розчинення кислої води озер на відкритій породі. Ці печери є найбільшими на північному березі озера Макросс.
Від зустрічі вод вузький канал, який називається Далеким хребтом, веде до Верхнього озера, найменшого з трьох озер. Це озеро розташоване у важких гірських пейзажах у верхній частині району Кілларні/Чорної долини. Швидкий стік у його водозбірному басейні може призвести до того, що рівень озера підніметься до метра за кілька годин під час сильного дощу.
Озеро Макросс та Верхнє озеро — це високоякісні оліготрофні системи, вода злегка кисла і не містить поживних речовин. Це спричинено стіканням гірських пісковиків та покривних боліт у їхні водозбірні басейни. Вони мають різноманітну водну рослинність, включаючи молодильник (Isoetes lacustris), борщик (Littorella uniflora) та водяну лобелію (Lobelia dortmanna).
Усі три озера є дуже чутливими до кислот і, отже, вразливі до залісення в межах своїх водозборів.

## Ліси
Кілларні має найширшу площу (приблизно 120 квадратних кілометрів (30 000 акрів)) напівприродних природних лісів (лісів, де переважають аборигенні види), що залишились в Ірландії. Більшість цих лісових масивів охоплено національним парком. У парку є три основні типи лісових масивів: ацидофільні дубові ліси (Quercus petraea-Ilex aquifolium) на девонському пісковику; тисовий ліс багатий на мох (Taxus baccata) на відслоненнях вапняку карбону; та вологі ліси (їх також називають каррами), де переважає вільха на низьколежачих болотистих вапнякових ґрунтах по краях озера. Ліси в парку природно поділяються на два сектори, уздовж геологічного поділу. Дубові та тисові ліси мають міжнародне значення.
У парку трапляються також змішані лісові та хвойні насадження. Змішані ліси на острові Росс мають один із найбагатших покровів трав у лісах парку.
Випас худоби та розповсюдження рододендрону загрожують лісовим масивам парку. Рододендрони вражають приблизно дві третини дубових лісових масивів. У парку триває програма з видалення рододендронів. На тисові ліси багато років негативно впливає великий випас худоби.

### Дубові ліси
Парк, мабуть, найбільш відомий своїми дубовими лісами розміром близько 12,2 квадратного кілометра (3 000 акрів). Вони утворюють найбільшу площу перестійних лісів, що залишилася в Ірландії, і є залишком лісу, який колись охоплював більшу частину Ірландії. Дерриконагі Вуд — це, мабуть, найбільш натуральна деревина дуба скельного (Quercus petraea) в Ірландії. Більшість дубових лісових масивів розташовані на нижніх схилах гір Шегі та Томі, що прилягають до Лох-Лін. У них зазвичай переважає дуб скельний, який сприяє кислим ґрунтам гір піщанику. Ліси мають статус Додатка I в Оселищній директиві ЄС через їхню різноманітну та багату флору, особливо їхні мохоподібні (мохи та печіночники).
Дубові ліси зазвичай мають підлісок падуба (Ilex aquifolium). Суничник великоплодий (Arbutus unedo) є помітною частиною цих лісів. Є також розсіяні тиси. Польовий покрив включає чорницю та ожику. Трав'яний покрив не багатий на види.
Мохоподібні, лишайники та плівчасті папороті (Hymenophyllaceae) цвітуть у вологому океанічному кліматі. Види з обмеженим ареалом в Атлантиці зростають у лісі. Мохоподібні в цих лісах є, мабуть, найкраще розвиненою спільнотою атлантичних мохоподібних у Європі. У віддаленій долині Глаїзм на Марбг є особливо багата флора мохоподібних, деякі з яких дефіцитні або відсутні в інших частинах лісу. Мохи, папороті та печіночники часто трапляються як епіфіти, прикріплені до стовбурів та гілок дубів. До рідкісних видів, що ростуть у лісах, належать Cyclodictyon laetevirens, Daltonia splachnoides, Lejeunea flava, Radula carringtonii та Sematophyllum demissum.
Види птахів, які мешкають в дубових лісах становлять блакитну синицю, зяблика, золотомушку жовточубу, вільшанку та воловоочкові. До ссавців належать борсук, лисиця, куниця лісова, олень благородний, олень японський та вивірка звичайна. Комахи становлять багато видів паразитичної жовчної оси та легота дубового, гусениця якого повністю залежить від дубів.
Запроваджений звичайний рододендрон є великою загрозою для певних ділянок дубових лісів. Наприклад, він широко поширений по всьому лісу Каміллан, незважаючи на постійні спроби контролювати його.

### Тисові ліси

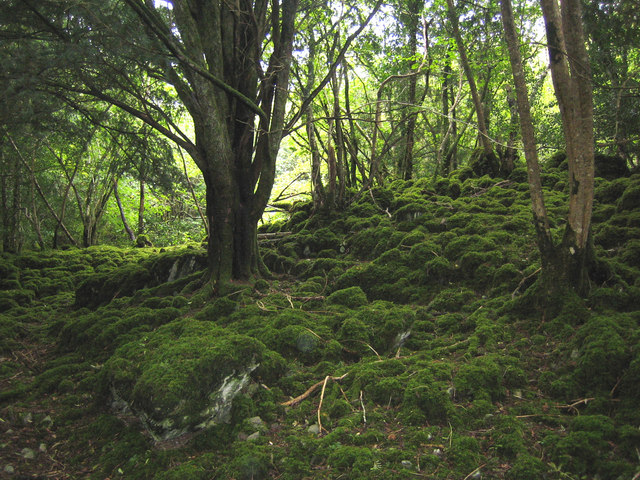
Рінадіний тисовий ліс

Тисова лісиста місцевість у парку відома як рінадіний ліс. Його розмір становить близько 0,25 квадратного кілометра (62 акри) і розташований на низько розташованому карстовому вапняковому покриву між озером Макросс та Лох-Лін на півострові Макросс. Тисовий ліс — найрідкісніший тип середовища існування в парку. Тисові ліси — один із найрідкісніших видів лісистих масивів у Європі, здебільшого обмежений Західною Ірландією та південною Англією. Він має пріоритетний статус середовища існування згідно з Додатком I Середовищної директиви ЄС. Рінадіний ліс також є одним із найбільших лісів, де у Великій Британії та Ірландії переважає тис звичайний (Taxus baccata L.). Це єдина значна площа тисових лісів в Ірландії та одна з трьох лише чистих тисових лісів у Європі. Він являє значний екологічний та природоохоронний інтерес, оскільки тис рідко є домінантою лісових масивів. Західна межа лісу лежить вздовж геологічної межі зі старовинним червоним піщаником девону. Ліс обмежений на сході парком, де вапняк більше не виходить. Болото Макросс, підняте болото 0,02 квадратного кілометра (4,9 акра), розташоване в південній частині лісу. Між відслоненнями вапняку є западини. У деяких западинах розвинулись глибокі рендзинові ґрунти. За підрахунками, ліс розвинувся 3000–5000 років тому.
Тис — це місцеве вічнозелене дерево, яке найкраще зростає за високої вологості м'якого океанічного клімату, що робить Кілларні дуже придатним місцем. Грунт у лісі в основному тонкий, і в багатьох місцях дерева вкорінені в щілини в оголеному вапняку. Тис має розгалужену горизонтальну кореневу систему. У лісі Кілларні коріння поширюються над поверхнею гірських порід і глибоко проникають у щілини вапняку. Ліс має низький купол 6–14 м (20–46 футів). Надзвичайна толерантність тису до щільного затінку, який створює його купол, дозволила йому конкурувати з іншими видами, щоб створити чистий тисовий ліс, наявний нині. Ця щільна тінь заважає квітковим рослинам закріпитися в цих лісах і перешкоджає розвитку трав'яного шару. Однак багато міофітів цвіте у вологих і прохолодних умовах. У деяких частинах ліс має суцільні щільні ковдри моху, які можуть сягати 152 сантиметри (60 дюйм) завглибшки. Наявними видами моху є в першу чергу Thamnium alopecurum з Eurhynchium striatum та Thuidium tamariscinum.
Деякі дерева в лісі Рінадіна мають вік двісті років. У тисовому лісі мало регенерації. Причиною цього може бути надмірне випасання лісового покриву японським оленем, але невеликі ділянки лісу, що були відгороджені з 1969 року, пережили дуже мало регенерації тису. Щільний купол, створений тисовими деревами, який пропускає дуже мало сонячного світла до підлоги лісу, також може запобігти росту сходів тису.
Незважаючи на свої отруйні властивості, тис дуже сприйнятливий до перегляду та позбавлення кори від оленів, кроликів, зайців та домашніх тварин. Це одне з найбільш чутливих до випасу дерев у лісах Кілларні. Японські олені знищили тиси, пошкодивши дерева своїми рогами.

### Вологі ліси
Вологий ліс (також називають карр) на низинно-болотистих вапнякових ділянках у заплаві Лох-Лін становить близько 1,7 квадратного кілометра (420 акрів). Це одна з найширших територій цього лісового типу в Ірландії. Домінуючими видами куполу тут є вільха (Alnus glutinosa), ясен (Fraxinus excelsior), пухнаста береза (Betula pubescens) та верба (Salix spp.). Території, які періодично вкриваються водою, багаті на види, включаючи трави, лишайники, осоки та квіти, такі як болотний ліс, лугова солодка і водяна м'ята.
Благородний олень та японський олень широко використовують заболочені ліси як укриття, а просто каламутні «оленеві калюжі» є характерною особливістю. Рододендрони є найбільшою загрозою для цих лісових масивів. Вони вторгаються в лісові масиви, використовуючи піднесені ділянки, такі як горбинки або основи лісу, де підлога занадто волога, щоб саджанці могли закріпитися. Хоча відбулося деяке очищення, інвазія триває.

## Богленд
У той час як на нижніх схилах гір переважає дуб скельний (Quercus petraea), що перевищує 200 метрів (660 фут), гори практично безлісні і в них переважає покривні болота та болота. Болота в парку в основному мають характерну флору, яка становить верес (Calluna vulgaris), дзвіночок (Erica cinerea) та улекс Галля (Ulex gallii), іноді чорницю (Vaccinium myrtillus). Великі квітки товстянки (Pinguicula grandiflora) є поширеним явищем. Болота також підтримують низку визначних видів, включаючи мохи (Sphagnum pulchrum, S. fuscum, S. platyphyllum, S. strictum, S. contortum та Calliergon stramineum), печіночники (Cladopodiella francisci і Calypogeia azurea) та лишайники (Cladonia mediterranea, C. macilenta, C. rangiferina, C. arbuscula та Cetraria islandica).
Віддаленість деяких гірських районів допомагає вижити єдиному в Ірландії дикому стаду корінних благородних оленів. Болотам загрожує випас худоби, турбари, пожежі та заліснення.

## Флора
Велика кількість видів рослин та тварин, що являють інтерес, трапляються на території, включаючи більшість корінних ірландських видів ссавців, кілька важливих видів риб, включаючи палію арктичну, а також низку рідкісних або дефіцитних видів рослин. Деякі види тварин і рослин у парку мають гіберно-люзитанове поширення, що означає, що вони трапляються лише на південному заході Ірландії, півночі Іспанії та Португалії. Основною причиною цього є вплив Гольфстриму на клімат південно-західної Ірландії. Через наявність таких рідкісних видів парк був визначений біосферним заповідником.
Значні кількості видів рослин, знайдені в парку, мають незвичний географічний розподіл і локалізовані в Ірландії. Ці види рослин об'єднані в чотири основні категорії: арктико-альпійські рослини, атлантичні види, північноамериканські види та дуже рідкісні види. Атлантичні види — це види, які по-іншому трапляються здебільшого в південній та південно-західній Європі, наприклад суничник, капуста Святого Патріка та більший метелик. До північноамериканських видів належать синьоочка та дудочка.

### Мохоподібні
У парку цвітуть мохоподібні (мохи та печіночники), частково завдяки м'якому океанічному клімату в цій місцевості. Парк має міжнародне значення для мохоподібних. Багато мохоподібних, виявлених у парку, немає більше ніде в Ірландії. Мохи, папороті, такі як плівчасті папороті та печіночники, зростають пишно. Багато з них живуть як епіфіти, ростуть на гілках і стовбурах дерев.

### Інші види рослин
Папороть Кілларні (Trichomanes speciosum), мабуть, найрідкісніший вид рослин у парку. Це плівчаста папороть, яка зростає в зоні бризок водоспадів та інших сирих місцях. Хоча колись це було досить поширеним явищем, його збирали майже до зникнення, коли збирачі збирали його, щоб продати туристам. Нечисленні місця, де ця папороть залишається, як правило, містяться в ізольованих гірських місцях, де збирачі його ніколи не знаходили.
Незважаючи на те, що суничник великоплодий (Arbutus unedo) є відносно поширеним у парку, він є одним із найрідкісніших видів місцевих дерев в Ірландії та трапляється в дуже небагатьох місцях за межами Кілларні. У парку його можна знайти на вершинах скель та узліссях навколо озера.
Білосніжник Кілларні (Sorbus anglica) — чагарник або невелике дерево, яке зростає на скелях, розташованих поблизу берегів озер. Він трапляється лише в Кілларні. У парку трапляється також більш поширений ірландський білосніжник (Sorbus hibernica).
Великий метелик (Pinguicula grandiflora) (також відомий як фіалка Керрі) — це м'ясоїдна рослина, яка зростає на болотах. Вона перетравлює комах, щоб заповнити поганий запас поживних речовин (особливо азоту), доступних із болота. Його фіолетові квіти розпускаються в кінці травня і на початку червня.
Ірландський молочай (Euphorbia hyberna) є собою вид атлантичним, що в Ірландії можна знайти тільки на південному заході. У минулому молочний сік із його стебла використовувався для лікування бородавок. Рибалки використовували його для лову риби, використовуючи сполуки в соку, які заважають риб'ячим зябрам нормально функціонувати і тому задушують рибу.
У парку зафіксовано ряд рідкісних видів грибів міксоміцетів. Це Collaria arcyrionema, Craterium muscorum, Cribraria microcarpa (єдине відоме місце в Ірландії), C. rufa, C. violacea, Diderma chondrioderma, D. lucidum, D. ochraceum, Fuligo muscorum та Licea marginata. Парк має надзвичайно різноманітну флору лишайників.

## Фауна

### Ссавці
Більшість ссавців корінні в Ірландії та давно відомі інтродуковані види, трапляються в парку. Вперше нориця руда була виявлена в 1964 році на північному заході Керрі. Зараз її популяція розширилась і тепер становить парк. Лісова куниця — ще один помітний вид у парку.

#### Олень

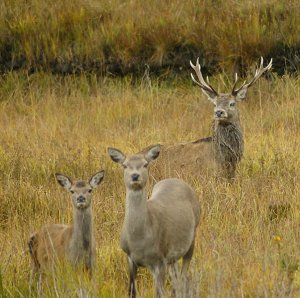
Самець і самка оленя

У парку міститься єдине в Ірландії дике стадо корінних оленів (Cervus elaphus), що налічує приблизно 900 особин. Збільшення з менш ніж 100 особин у 1970 р. Вони трапляються у високогірних районах парку, в основному на горах Мангертон і Торк. Це стадо постійно перебувало в Ірландії протягом 4000 років з моменту повернення на острів благородних оленів, яким, можливо, сприяла людина, після останнього льодовикового періоду приблизно 10500 років тому. У минулому вони були захищені маєтками Кенмар і Макросс. Стадо не є повністю чистим, оскільки олені були завезені в стадо для поліпшення якості рогів у 19 столітті.
Вагітні лані з низинних районів часто ідуть в гори, щоб народити на початку червня. Працівники Національного парку позначають телят. Хоча благородний олень і японський олень здатні до схрещування, у парку випадків схрещування не зафіксовано. Високий пріоритет надається підтримці генетичної чистоти рідного стада благородних оленів. Благородні олені повністю охороняються законом, і полювання на них заборонено.
Японські олені (Cervus nippon) були завезені в парк із Японії в 1865 році. З тих пір їхня популяція значно зросла. За підрахунками, в Національному парку Кілларні також є до 1000 японських оленів. У межах парку вони трапляються як на відкритих високогірних районах, так і на лісових масивах.

### Види птахів
Парк може похвалитися багатим життям птахів і має орнітологічне значення, оскільки підтримує різноманіття видів птахів. У парку зафіксовано 141 вид птахів, включаючи нагір'я, лісисті та зимуючі види водоплавних птахів. Наявні кілька видів, які в іншому випадку є рідкісними в Ірландії, зокрема лісовий вид горихвістки звичайної (1–2 пари), вівчарика жовтобрового (1–2 пари) та кропив'янки садової (можливо до 10 пар). Червоний тетерев і дрізд гірський входять до Червоного списку видів МСОП, що потребують велике збереження (по 1–2 пари кожен). Гренландська білолоба гуска, мерлін та сапсан перелічені у Додатку I до Пташиної директиви. Серед інших звичайних видів, що мешкають в парку є галка, козодой та скопа. Скопа іноді пролітає через парк, коли мігрує між північною Африкою та Скандинавією. Історичні відомості та топоніми свідчать про те, що скопа водилася в цьому районі в минулому. Беркути колись гніздилися в парку, але були винищені близько 1900 року внаслідок заворушень, пограбування гнізд та переслідувань.
Найпоширенішими видами птахів у високогірних районах є щеврик лучний, ворони та трав'янки. Рідкісними видами є підсоколики малі (до п'яти пар) та сапсан (принаймні одна пара).
Зяблики та вільшанки — найпоширеніші види в лісових масивах. Інші види, що там розмножуються, включають чорноголових та садових кропив'янок. Вважається, що в рідкісних горихвісток і вівчариків жовтобрових є кілька гніздових пар у лісових масивах парку.
На водоймах парку живуть сірі чаплі, пірникози малі, крижні, пастушки, пронурки та рибалочкі блакитні.
Лох-Лін та інші озера меншою мірою підтримують зимуючих птахів, які подорожують на південь із вищих широт. До цих видів належать червонокрилий, дрізд-ялівник, золотиста сивка та водоплавні птахи, такі як чирок, золотуха, віжон, пошар і лебідь-кликун. Місцеві популяції птахів у парку збільшуються мігруючими як взимку, так і влітку. Невелика зграя білолобих гусей (Anser albifrons flavirostris) із світової популяції близько 12 000 мігрує на зиму на богланди в долині Кілларні в межах парку. На сьогоднішній день кількість цих птахів, які залишаються в парку, низька — менше двадцяти особин. Ця популяція важлива, оскільки вона є найбільш південною в Ірландії та однією з небагатьох залишилися популяцій, яка повністю харчується болотами і середовище існування яких майже повністю лежить у заповідній зоні.
Іншими зимуючими водоплавними птахами є лиска, баклан, гоголь, крижень, попелюх, чирянка та чернь чубата. Інші види, що мешкають на озерах, — це мартин звичайний, пірникоза мала та лебідь-шипун.
До видів, які влітку мігрують з Африки, належать зозулі, ластівки та стрижі. Деякі види — це мандрівники, які з'являються епізодично, наприклад, коли на європейському континенті штормить погода або надзвичайно холодно.
Парк також є місцем для проекту з відновлення орланів-білохвостів, який розпочався у 2007 році з випуску п'ятнадцяти птахів. Проект триватиме кілька років, коли буде випущено набагато більше орлів. Вид вимер в Ірландії в 19 столітті після переслідувань із боку землевласників. Потім п'ятнадцять пташенят будуть заводитись щорічно протягом наступних п'яти років. Незважаючи на інцидент з отруєнням у 2009 році, програма триває, і птахи, завезені в цей район, відстежуються до Віклоу та Донегала.

### Види риб
Озера Кілларні містять багато пструга струмкового та щорічний приріст лосося. Рідкісні види, що трапляються в озерах, — це арктичний шар та кілларні шад. Озера мають природні запаси пструга струмкового та лосося, які можна ловити, за умови дотримання лише звичайних ірландських ліцензійних правил.
Озера містять палію арктичну (Salvelinus alpinus L.), яка, як правило, водиться набагато північніше в субарктичних озерах. Це реліктовий вид, що залишився в цій місцевості після останнього льодовикового періоду, і, отже, свідчить про незаймані екологічні умови. Хоча вони колись були широко поширені, зараз вони приурочені до ізольованих популяцій у внутрішніх прісноводних озерах, які мають відповідне середовище існування. Вони ізольовані у своїх озерах з останнього льодовикового періоду. Вони надзвичайно чутливі до змін навколишнього середовища, коли перебувають на півдні, як Ірландія, де перебувають на південному краю ареалу свого виду. Найбільшими загрозами для їхнього виживання в Ірландії є інтродуковані види риб, евтрофікація, закислення та зміна клімату. Швидкість вимирання цілих популяцій в Ірландії зросла за останні десятиліття.
Оселедець Кілларні (або гурін) (Alosa fallax killarnensis) з озера, що не має виходу до моря, мешкає підвид фінти, а в основному морські види. Це унікально для озер Кілларні. Його рідко можна побачити, оскільки він харчується переважно планктоном, тому рибалки його рідко ловлять. Він внесений до ірландської «Червоної книги» видів, що перебувають під загрозою зникнення. Він зазначений у Додатку II Оселищної директиви ЄС.

### Безхребетні
У долині Кілларні можна зустріти кілька незвичних видів безхребетних. Деякі з цих видів, в тому числі бабка зеленотілка північна (Somatochlora arctica) і кілька волохокрильців та веснянок видів зазвичай перебувають набагато далі на північ у Європі. Вважається, що це реліктові види, які залишились у Кілларні після останнього відступу льоду. Північна або болотиста смарагдова бабка, найрідкісніша ірландська бабка, приурочена до парку. Розмножується в неглибоких басейнах на болотах.
Дубові ліси у віддаленій долині Глаїс-на-Марб є твердинею для Formica lugubris Zett., вид деревних мурашок, який є рідкісним як у лісі Кілларні, так і в Ірландії в цілому.
Керрі-слимак (Geomalacus maculosus) — гіберно-лузитанський вид. У часту вологу погоду Кілларні він пасеться на лишайниках, на скелях і стовбурах дерев. Це, мабуть, єдиний слимак, здатний скотитися в кульку. Він міститься як у Додатку II, так і в Додатку IV Оселищної директиви.

## Загрози збереження

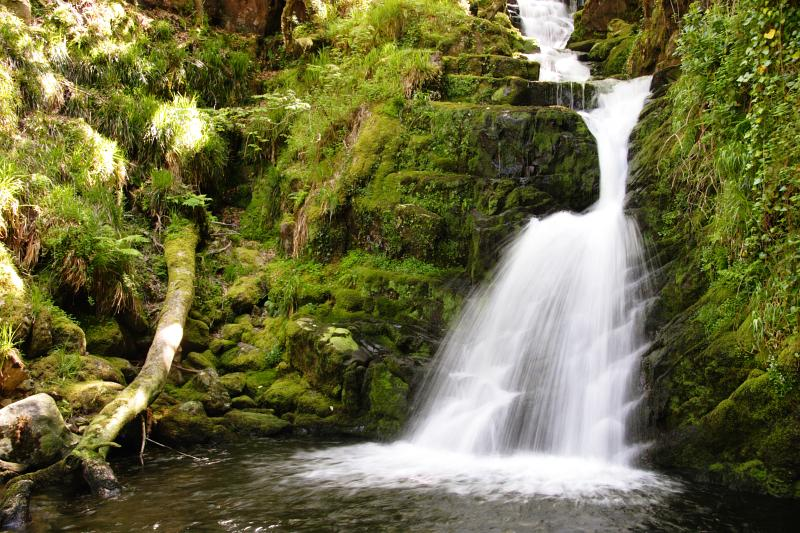
Каскад О'Саллівана

Парк має низку проблем зі збереження та управління. Однією з них є близькість парку до міста Кілларні, одного з найвідоміших туристичних напрямків Ірландії. Кілларні щороку відвідує сотні тисяч відвідувачів. Більшість із цих відвідувачів проводять час у парку. Необхідно ретельне управління, щоб забезпечити мінімальний конфлікт між охороною та відпочинком.
Минуле впровадження в парк декілька екзотичних видів є додатковим впливом людини на територію. Ці види пошкодили природні екосистеми Кілларні. Найбільш помітними з цих видів є звичайний рододендрон (Rhododendron ponticum), який вражає великі площі Національного парку, та японський олень, який надмірно випасає покрив лісу та створює потенційну загрозу для генетичної цілісності корінного благородного оленя. І рододендрон, і японський олень можуть мати несприятливий вплив на природну флору, пригнічуючи регенерацію. Більш недавньою випадковою інтродукцією є візон річковий, який зараз міцно закріпився в парку поряд із місцевою видрою. Вимирання, спричинені людьми, включають вовка (Canis lupus L.) та беркута (Aquila chrysaetos L.).
Пожежі, спричинені людською діяльністю, трапляються з певною частотою в парку. Незважаючи на вологий клімат, вони можуть досить швидко поширюватися на великі площі. Ці пожежі рідко проникають у райони, покриті густими лісистими масивами, але вони легко горять через деревостани відкритих лісів. Парк був сильно пошкоджений пожежами у квітні 2021 року.
Основним землекористуванням на території є випас овець. Також часто трапляється випас оленів. Ліси в парку нині сильно пасуться японські олені. Випас худоби завдав шкоди багатьом наземним біотопам, спричинивши деградацію пустельних та покривних боліт та запобігаючи відновленню лісових масивів. У гірських районах ерозія, спричинена випасом, посилюється під впливом природи місцевості. Тиск із боку корінних пастухів, таких як благородний олень та ірландський заєць, збільшився з тих пір, як вимерли їхні основні природні хижаки — вовк та беркут. Випас худоби та порушення рослинності дуже сприяє поширенню рододендрона.
Звичайний рододендрон є чи не найбільшою загрозою для екології парку. Це вічнозелений чагарник із природним поширенням у районах Середземного та Чорного морів. Рододендрони вимерли в Ірландії через кліматичні зміни тисячі років тому. Він був занесений у район Кілларні протягом 19 століття і швидко прижився. Він поширився через велику кількість дуже дрібного легко диспергованого насіння. Він затінює ґрунтову флору і тим самим перешкоджає відновленню місцевих деревних порід. Зараз понад 6,5 квадратного кілометра (1 600 акрів) парку повністю заражені. Він має руйнівний ефект у певних частинах парку. Оскільки світло не може проникнути в густі зарості рододендронів, під ним може жити дуже мало рослин. Дубові ліси парку перебувають у довготривалій небезпеці, оскільки вони не можуть відновлюватися. У парку проводиться політика контролю та знищення рододендронів.

## Туризм

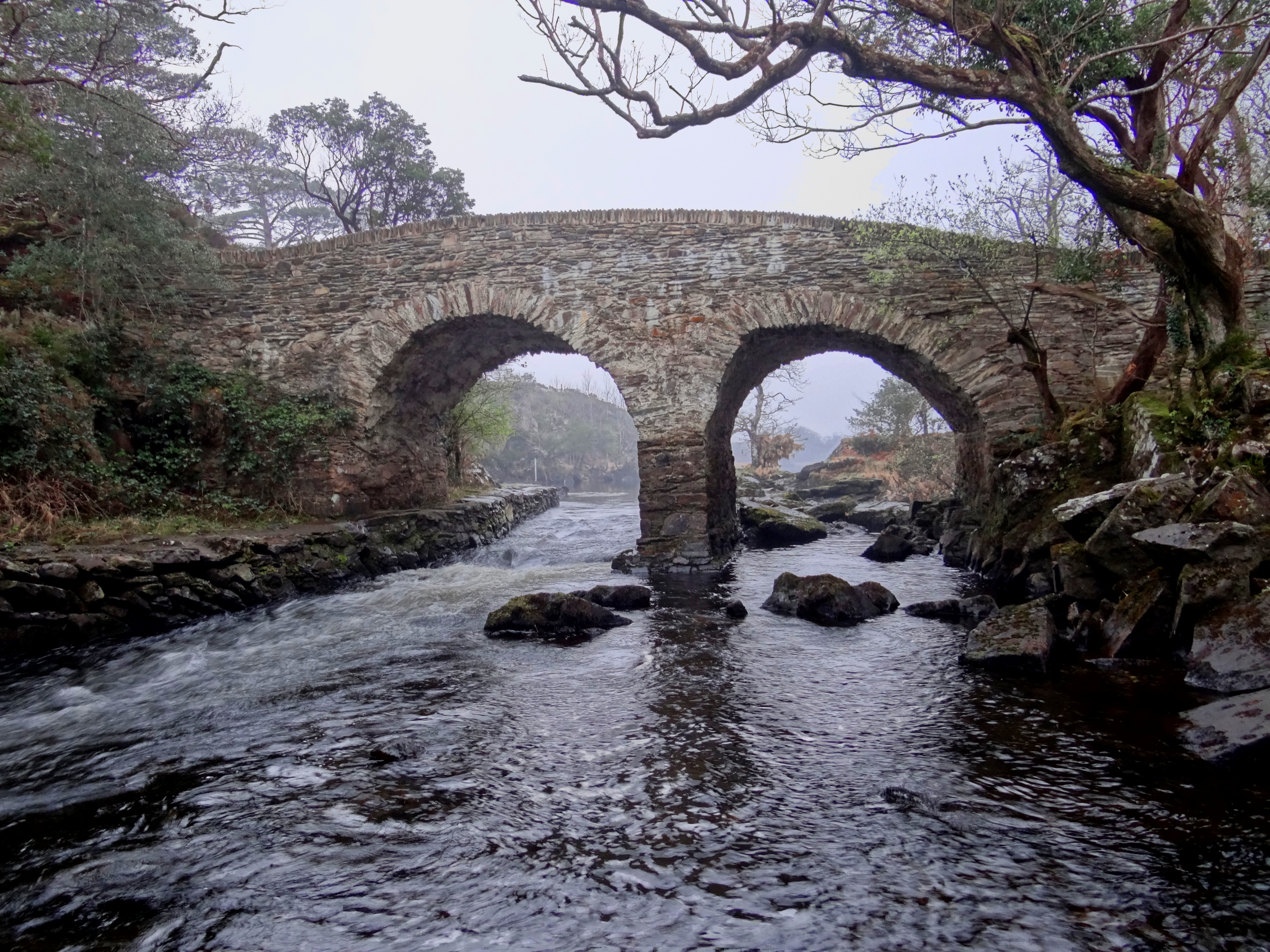
Старий міст Вейр — одна з багатьох визначних пам'яток у парку.

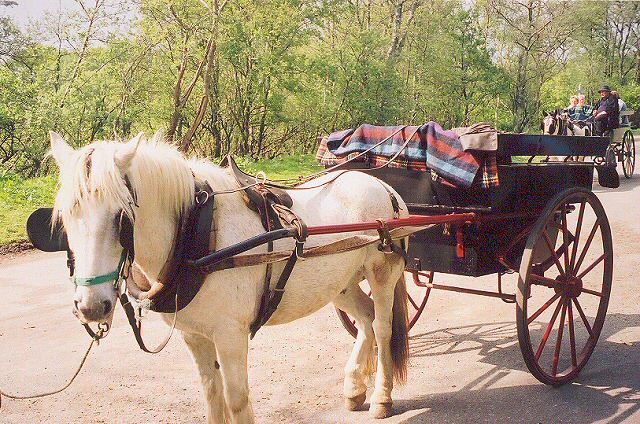
Прогулянкові автомобілі привозять туристів парком.

Парк відкритий для туризму цілорічно. У будинку Маккросса є відвідувальний та навчальний центр. Серед визначних пам'яток парку — Котедж Дініс, Ноккер-Демесне, Острів Інісфаллен, Жіночий вид, Зустріч вод і Старий міст Вейр, Абатство Макросс, Будинок Макросса, півострів Макросс, Стара дорога Кенмар, Каскад О'Саллівана, замок Росс та острів Росс, дуб Томі та водоспад Торк. У районах Ноккрір, Макросс та Росс-Айленд існує мережа дорожнього покриття, якими можуть користуватися велосипедисти та пішоходи. Зі Старої дороги Кенмара та доріжки навколо дуба Томі відкривається вид на Лох-Лін і Кілларні. Можливі прогулянки на човні озерами.
Будинок Макросс — це вікторіанський маєток, недалеко від східного берега озера Макросс, на тлі гір Мангертон і Торк. Зараз будинок відреставровано та приваблює понад 250 000 відвідувачів на рік. Сади Макросса відомі своєю колекцією рододендронів, гібридів та азалій та екзотичних дерев. Традиційні ферми Макросса — це працюючий фермерський проект, який відтворює ірландське життя в сільській місцевості в 1930-х роках до електрифікації. Будинок Ноккер використовується як Освітній центр Національного парку.